# Rajd Francji 2007
Rezultaty Rajdu Francji (51ème Tour de Corse – Rallye de France), 13 rundy Rajdowych Mistrzostw Świata w 2007 roku, który odbył się w dniach 12–14 października:

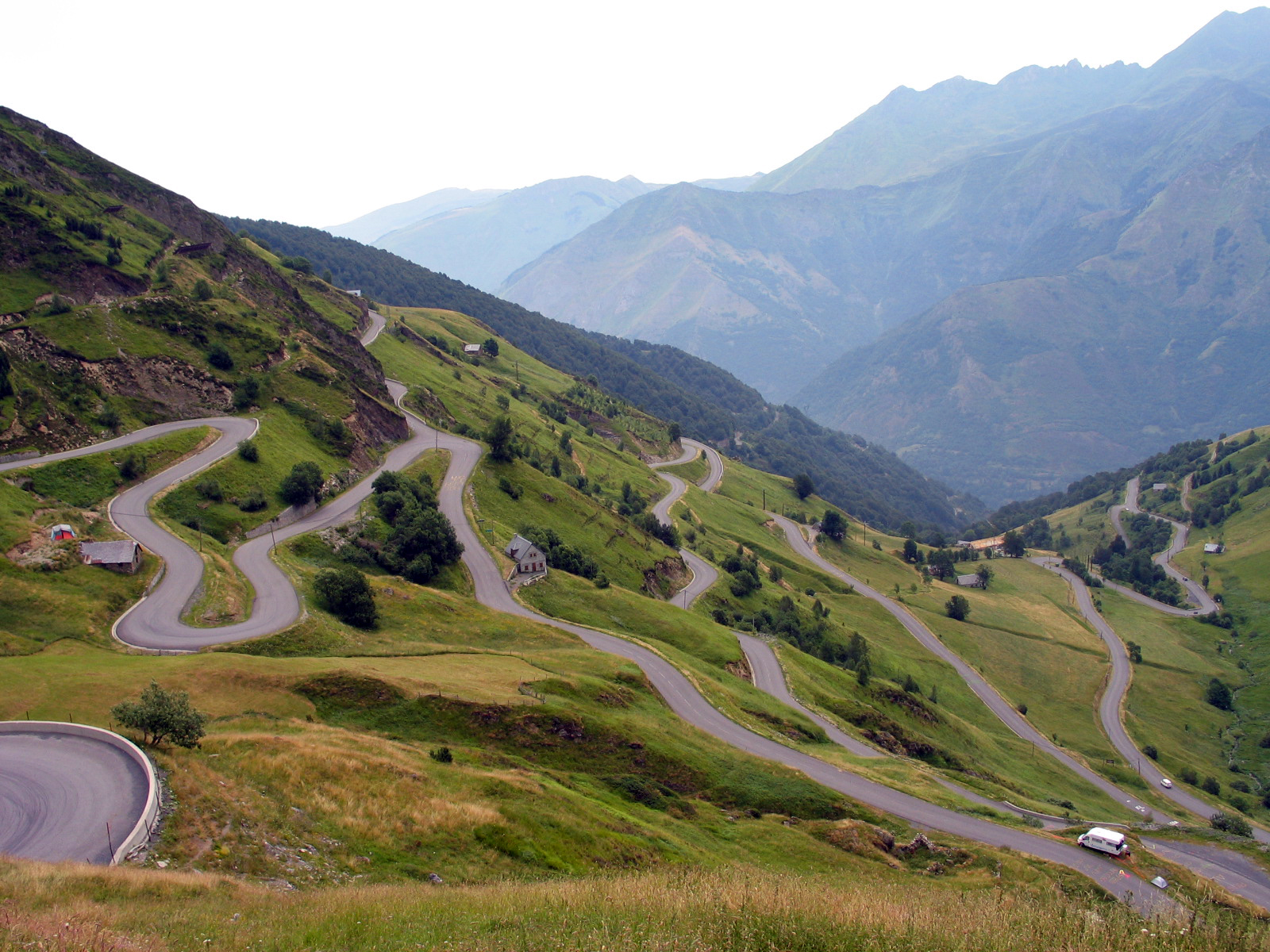
Górskie, kręte drogi we Francji. Na takich trasach ścigali się kierowcy.

## Klasyfikacja ostateczna
| Msc.     | Kierowca             | Pilot              | Samochód              | Czas      | Strata   | Grupa | Punkty |
| WRC      | WRC                  | WRC                | WRC                   | WRC       | WRC      | WRC   | WRC    |
| -------- | -------------------- | ------------------ | --------------------- | --------- | -------- | ----- | ------ |
| 1.       | Sébastien Loeb       | Daniel Elena       | Citroën C4 WRC        | 3:28:31.5 | 0.0      | A8 M  | 10     |
| 2.       | Marcus Grönholm      | Timo Rautiainen    | Ford Focus RS WRC 07  | 3:28:55.2 | 23.7     | A8 M  | 8      |
| 3.       | Daniel Sordo         | Marc Marti         | Citroën C4 WRC        | 3:29:15.8 | 44.3     | A8 M  | 6      |
| 4.       | Jari-Matti Latvala   | Miikka Anttila     | Ford Focus RS WRC 06  | 3:31:02.0 | 2:30.5   | A8 M  | 5      |
| 5.       | Petter Solberg       | Phil Mills         | Subaru Impreza WRC07  | 3:31:13.6 | 2:42.1   | A8 M  | 4      |
| 6.       | Chris Atkinson       | Stéphane Prévot    | Subaru Impreza WRC07  | 3:32:25.3 | 3:53.8   | A8 M  | 3      |
| 7.       | Jan Kopecký          | Filip Schovánek    | Škoda Fabia WRC       | 3:36:34.4 | 8:02.9   | A8    | 2      |
| 8.       | Xavier Pons          | Xavier Amigo       | Subaru Impreza WRC    | 3:38:05.7 | 9:34.2   | A8    | 1      |
| 9.       | Henning Solberg      | Cato Menkerud      | Ford Focus RS WRC '06 | 3:38:43.7 | +10:12.2 | A8 M  |        |
|          |                      |                    |                       |           |          |       |        |
| 13.      | Mikko Hirvonen       | Jarmo Lehtinen     | Ford Focus RS WRC '06 | 3:38:43.7 | +10:12.2 | A8 M  |        |
| JWRC     |                      |                    |                       |           |          |       |        |
| 1. (17.) | Martin Prokop        | Jan Tománek        | Citroën C2 S1600      | 3:52:31.0 | 0.0      | A6    | 10     |
| 2. (18.) | Jozef Béreš jun.     | Petr Starý         | Renault Clio S1600    | 3:52:43.5 | 12.5     | A6    | 8      |
| 3. (19.) | Yoann Bonato         | Benjamin Boulloud  | Citroën C2 R2         | 3:53:45.2 | 1:14.2   | A6    | 6      |
| 4. (20.) | Per-Gunnar Andersson | Jonas Andersson    | Suzuki Swift S1600    | 3:54:49.0 | 2:18.0   | A6    | 5      |
| 5. (23.) | Arnaud Augoyard      | Nicolas Baudin     | Renault Clio R3       | 3:57:39.2 | 5:08.2   | A7    | 4      |
| 6. (24.) | Andrea Cortinovis    | Flavio Zanella     | Renault Clio S1600    | 3:58:44.0 | 6:13.0   | A6    | 3      |
| 7. (25.) | Aaron Burkart        | Michael Kölbach    | Citroën C2 S1600      | 3:58:44.1 | 6:13.1   | A6    | 2      |
| 8. (26.) | Conrad Rautenbach    | David Senior       | Citroën C2 S1600      | 3:59:01.1 | 6:30.1   | A6    | 1      |
| 9. (28.) | Michał Kościuszko    | Maciej Szczepaniak | Renault Clio S1600    | 3:59:25.7 | 6:54.7   | A6    |        |

1. ↑  Litera M przy oznaczeniu grupy do której należy samochód oznacza, iż tylko ci kierowcy zdobywali punkty dla swoich zespołów liczonych w klasyfikacji producentów na koniec sezonu.

## Nie ukończyli
- Aigar Pärs – wypadł z trasy (OS6);
- Gilles Schammel – awaria (OS6);
- Urmo Aava – wypadł z trasy (OS8);
- Francois Duval – awaria (OS12);
- Andreas Mikkelsen – wykluczony (OS12);
- Matthew Wilson – awaria (OS15);

## Zwycięzcy odcinków specjalnych
| Etap       | Odcinek | G. rozp. | Nazwa                             | Długość  | Zwycięzca   | Czas    | Pr. śr.    | Lider rajdu |
| ---------- | ------- | -------- | --------------------------------- | -------- | ----------- | ------- | ---------- | ----------- |
| 1 (12 paź) | OS1     | 08:38    | Monti Rossu – Pila Canale 1       | 18,10 km | ODWOŁANY    | –       | –          | –           |
| 1 (12 paź) | OS2     | 09:46    | Belvedere – Bocca Albitrina 1     | 16,62 km | M. Grönholm | 9:14.8  | 107,8 km/h | M. Grönholm |
| 1 (12 paź) | OS3     | 10:44    | Arbellara – Aullene 1             | 27,42 km | M. Grönholm | 15:34.6 | 105,6 km/h | M. Grönholm |
| 1 (12 paź) | OS4     | 14:02    | Monti Rossu – Pila Canale 2       | 18,10 km | S. Loeb     | 9:59.0  | 108,8 km/h | M. Grönholm |
| 1 (12 paź) | OS5     | 15:10    | Belvedere – Bocca Albitrina 2     | 16,62 km | S. Loeb     | 9:12.1  | 108,4 km/h | S. Loeb     |
| 1 (12 paź) | OS6     | 16:08    | Arbellara – Aullene 2             | 27,42 km | S. Loeb     | 15:25.1 | 106,7 km/h | S. Loeb     |
| 2 (13 paź) | OS7     | 08:58    | Carbuccia – Scalella 1            | 21,88 km | S. Loeb     | 14:15.1 | 92,1 km/h  | S. Loeb     |
| 2 (13 paź) | OS8     | 10:31    | Calcatoggio – Plage du Liamone 1  | 26,55 km | S. Loeb     | 17:47.3 | 89,6 km/h  | S. Loeb     |
| 2 (13 paź) | OS9     | 11:29    | Vico – Col St Roch 1              | 13,04 km | S. Loeb     | 8:39.6  | 90,3 km/h  | S. Loeb     |
| 2 (13 paź) | OS10    | 14:22    | Carbuccia – Scalella 2            | 21,88 km | D. Sordo    | 14:19.7 | 91,6 km/h  | S. Loeb     |
| 2 (13 paź) | OS11    | 15:55    | Calcatoggio – Plage du Liamone 2  | 26,55 km | S. Loeb     | 17:48.3 | 89,5 km/h  | S. Loeb     |
| 2 (13 paź) | OS12    | 16:53    | Vico – Col St Roch 2              | 13,04 km | S. Loeb     | 8:38.6  | 90,5 km/h  | S. Loeb     |
| 3 (14 paź) | OS13    | 08:53    | Penitencier Coti – Pietra Rossa 1 | 24,24 km | S. Loeb     | 14:38.7 | 99,3 km/h  | S. Loeb     |
| 3 (14 paź) | OS14    | 09:36    | Pont de Calzola – Agosta 1        | 31,81 km | D. Sordo    | 18:54.6 | 100,9 km/h | S. Loeb     |
| 3 (14 paź) | OS15    | 12:19    | Penitencier Coti – Pietra Rossa 2 | 24,24 km | D. Sordo    | 14:40.5 | 99,1 km/h  | S. Loeb     |
| 3 (14 paź) | OS16    | 13:02    | Pont de Calzola – Agosta 2        | 31,81 km | D. Sordo    | 18:56.0 | 100,8 km/h | S. Loeb     |

## Klasyfikacja po 13 rundach
Tabele przedstawiają tylko pięć pierwszych miejsc.

### Kierowcy
| Lp. | Kierowca        | Pkt |
| --- | --------------- | --- |
| 1   | Marcus Grönholm | 104 |
| 2   | Sébastien Loeb  | 100 |
| 3   | Mikko Hirvonen  | 74  |
| 4   | Daniel Sordo    | 45  |
| 5   | Petter Solberg  | 38  |

### Producenci
| Lp. | Producent                  | Pkt |
| --- | -------------------------- | --- |
| 1   | BP Ford World Rally Team   | 179 |
| 2   | Citroën Total WRT          | 147 |
| 3   | Subaru World Rally Team    | 71  |
| 4   | Stobart VK Ford Rally Team | 64  |
| 5   | OMV Kronos Citroën WRT     | 39  |